# Masaki Fujihata
Vous pouvez aider à l'améliorer ou bien discuter des problèmes sur sa page de discussion.
- Il ne cite pas suffisamment ses sources. Vous pouvez indiquer les passages à sourcer avec {{référence nécessaire}} ou {{Référence souhaitée}}, et inclure les références utiles en les liant aux notes de bas de page. (Marqué depuis octobre 2023)
- Son texte doit être wikifié : il ne correspond pas à la mise en forme Wikipédia (style, typographie, liens internes, liens entre les wikis, etc.). (Marqué depuis octobre 2023)
- Il n’est pas rédigé dans un style encyclopédique. (Marqué depuis octobre 2023)
- Il comporte trop de citations, ou des citations trop longues, au point qu'elles peuvent contrevenir à l'un des principes fondateurs de Wikipédia. Pour l’améliorer, il convient, si ces citations présentent un intérêt encyclopédique et sont correctement sourcées, de les intégrer au corps du texte en les ramenant à une longueur plus raisonnable. (Marqué depuis octobre 2023)

- Archive Wikiwix
- Bing
- Cairn
- DuckDuckGo
- E. Universalis
- Gallica
- Google
- G. Books
- G. News
- G. Scholar
- Persée
- Qwant
- (zh) Baidu
- (ru) Yandex
- (wd) trouver des œuvres sur Wikidata

Masaki Fujihata (藤幡 正樹, Fujihata Masaki) est un artiste contemporain né en 1956 à Tokyo. Il est notamment reconnu pour ses installations vidéo et ses travaux interactifs.

## Biographie
Masaki Fujihata naît en 1956 à Tokyo.
Au début des années 1980, il produit des animations en images de synthèse, dont Mandala (1983).
En 1992, il s'intéresse aux potentiel artistique du GPS et réalise l'œuvre Impressing Velocity qui couple la captation vidéo d'une randonnée autour du Mont Fuji à des informations de géolocalisation. Cette œuvre a notamment été exposée à Saint-Denis dans le cadre de la biennale Artifices. Ces recherches mêlant GPS et vidéo, qui représentent l'espace et le temps d'un trajet que l'on peut ensuite re-parcourir en manipulant une installation interactive, ont été poursuivies dans de nombreuses œuvres de Fujihata.
En 1996, il présente une œuvre d'art Internet Light On The Net Project. Depuis une page web, les internautes peuvent allumer et éteindre les 49 lampes situées dans le hall de l'entreprise Softopia à Gifu au Japon.
En 2001, il crée Orchisoid, un dispositif complexe dans lequel des orchidées sont montées sur des robots qui se déplacent en fonction de l'intensité des ondes émises par les plantes. Ce projet utopique est fondé sur l'hypothèse qu'après des centaines d'années d'évolution, ces orchidées pourraient devenir capables de maîtriser les robots pour aller chercher la lumière ou l'eau, devenant par là-même des plantes-cyborg.
Aujourd'hui Masaki Fujihata vit et travaille à Tokyo. Professeur à l'université des Arts de Tokyo, il poursuit ses recherches dans le domaine des nouveaux médias.